# Al-Àfdal ibn Salah-ad-Din
Al-Màlik al-Àfdal Abu-l-Hàssan Alí Nur-ad-Din ibn Salah-ad-Din —àrab: الملك الأفدل أبو الحسن علي نور الدين بن صلاح الدين, al-Malik al-Afdal Abū l-Ḥasan ʿAlī Nūr ad-Dīn Salāḥ ad-Dīn—, conegut com a al-Àfdal ibn Salah-ad-Din o al-Àfdal (el Caire, 1169/1170 - Samòsata, 1225) fou sultà aiúbida de Damasc, fill del gran Saladí.

## Fetes
El 1187, al-Àfdal va dirigir les forces aiúbides, uns set mil homes, contra Gerard de Ridefort, el gran mestre dels templers, a la batalla de Cresson (1 de maig de 1187) en què els croats foren derrotats.
A la mort del seu pare el 1993 li va correspondre el feu de Damasc. El 1196, el seu germà al-Aziz d'Egipte el va atacar a Damasc amb el suport d'adh-Dhàhir d'Alep. Al-Àdil de la Jazira va fer de mediador i va donar suport inicialment a al-Àfdal però finalment es va decantar per al-Aziz. Al-Àfdal va perdre el govern de Damasc (que tenia nominalment subordinat a Al-Aziz) davant les forces dels seus germans i oncle, el 1196, i al-Àdil va agafar personalment el govern de Síria amb Damasc però al-Aziz va tenir la direcció familiar.
Al-Aziz va morir el 1198 i les seves forces a Egipte es van dividir entre les que afavorien com a cap de família a al-Àfdal i les que afavorien a al-Àdil. De moment fou proclamat al-Àfdal, i aquest va assetjar al seu oncle al-Àdil a Damasc, però l'arribada de les forces d'Al-Adil des de Mesopotàmia, dirigides pel seu fill al-Kàmil, li va permetre fer aixecar el setge i llavors va empaitar a al-Àfdal que va fugir cap a Egipte, el va derrotar i es va apoderar del govern d'Egipte, on fou proclamat soldà el 1200. Al-Àfdal va anar exiliat a Salkhad, al Hauran.